# 松戸直樹
松戸 直樹（まつど なおき、1973年7月25日 - ）は、千葉県出身のモーターサイクル・ロードレースライダー。1999年全日本ロードレース選手権GP250チャンピオン。2000年 - 2004年ロードレース世界選手権GP250参戦。元Kawasaki Racing Team　MotoGPテストライダー。
2007年3月、オートポリスでMotoGPマシンのテスト中にクラッシュし、右大腿骨を4か所骨折する重傷を負った。その治療過程で骨が感染症に侵され、同年7月には感染症にかかった部分の骨を約15cmほど切断する手術を受けたため、ライダーとしての再起は事実上不可能となった。その後、イリザロフ法と呼ばれる骨を延長する治療法により、2010年現在は松葉杖なしでの歩行が可能になるまで回復しており、現在は自らのチームとして「TEAM・GRACE」を主宰し、後進の育成に努めている。

## 戦績
- 1979年 - 6歳でポケバイを始める
- 1990年 - ロードレース関東選手権GP125ランキング3位

ロードレース関東選手権SP250ランキング5位
- 1991年 - 国内A級昇格

国内A級TT-F3チャンピオン
NA250ランキング2位
- 1992年 - 国際A級昇格

全日本ロードレース選手権TT-F1ランキング16位（SP忠男）
- 1993年 - 全日本ロードレース選手権GP250ランキング17位（SP忠男）
- 1994年 - 全日本ロードレース選手権GP250ランキング10位（SP忠男）
- 1995年 - 全日本ロードレース選手権GP250ランキング15位（SP忠男）
- 1996年 - 全日本ロードレース選手権GP250ランキング5位（コンパイルレーシング／TZ250）
- 1997年 - 全日本ロードレース選手権GP250ランキング4位（コンパイルレーシング／TZ250）

ロードレース世界選手権デビュー戦（日本グランプリ）
- 1998年 - 全日本ロードレース選手権GP250ランキング3位（Y.E.S.Sレーシング）

ロードレース世界選手権日本グランプリ3位
- 1999年 - 全日本ロードレース選手権チャンピオン（BP YAMAHA RT／YZR250）
- 2000年 - ロードレース世界選手権GP250ランキング10位（ペトロナス・スプリンタ・TVK・/TZ250）
- 2001年 - ロードレース世界選手権GP250ランキング9位（ペトロナス・TVK・ヤマハ/YZR250）
- 2002年 - ロードレース世界選手権GP250ランキング10位（Yamaha Kurz/TZ250）
- 2003年 - ロードレース世界選手権GP250ランキング9位（Yamaha Kurz/TZ250）
- 2004年 - ロードレース世界選手権GP250ランキング15位（UGT・Kurz/TZ250）
- 2005年 - 全日本ロードレース選手権JSB1000ランキング8位（モリワキMOTULタイガーレーシング/CBR1000RR）

　鈴鹿8時間耐久ロードレースにモリワキMOTULタイガーレーシングから参戦、身長差のあるレオン・キャミアにセッティングを合わせてセッティングを担当。決勝も期待されたが、序盤にペアライダーの転倒でリタイアとなった。
ロードレース世界選手権日本グランプリMotoGPクラスリタイヤ
- 2006年 - カワサキMotoGPテストライダー

　鈴鹿8時間耐久ロードレースに、TEAM TRICK☆STAR & B-LINE kawasaki ZX－10Rから参戦、総合8位クラス3位入賞〔ライダー松戸直樹・鶴田竜二〕
ロードレース世界選手権日本グランプリMotoGPクラスリタイヤ